# Bodianus bilunulatus
Espèce
Statut de conservation UICN

 LC  : Préoccupation mineure
Bodianus bilunulatus est une espèce de poissons téléostéens (Teleostei).